# Ken Muggleston
Kenneth Muggleston est un chef décorateur australien né le 24 avril 1930 à Sydney (Australie) et mort le 15 décembre 2020,.

## Filmographie (sélection)
- 1959 : John Paul Jones, maître des mers (John Paul Jones) de John Farrow
- 1967 : Guêpier pour trois abeilles (The Honey Pot) de Joseph L. Mankiewicz
- 1967 : La Mégère apprivoisée (The Taming of the Shrew) de Franco Zeffirelli
- 1968 : Oliver ! de Carol Reed
- 1969 : Gonflés à bloc (Monte Carlo or Bust!) de Ken Annakin
- 1970 : Waterloo (russe : Ватерлоо) de Serge Bondartchouk
- 1970 : Les Aventures du brigadier Gérard (The Adventures of Gerard) de Jerzy Skolimowski
- 1972 : Les Contes de Canterbury (I racconti di Canterbury) de Pier Paolo Pasolini
- 1993 : La Leçon de piano (The Piano) de Jane Campion

## Distinctions
- Oscars 1969 : Oscar des meilleurs décors pour Oliver !